# Добра година (филм)
 Тази статия е за филма на Ридли Скот.  За романа на Питър Мейл вижте Добра година.  
„Добра година“ (на английски: A Good Year) е британска романтична комедия от 2006 г. на режисьора Ридли Скот, действието на който се развива в Лондон и френската провинция Прованс. Филмът е екранизация на едноименния роман от 2004 г. „Добра година“ на писателя Питър Мейл. Премиерата на филма в България е на 17 ноември 2006 г.

## Сюжет
Във филма Макс Скинър (Ръсел Кроу) е опитен инвестиционен експерт, работещ в Лондон. Един ден Макс научава, че неговият чичо Хенри (Албърт Фини) е починал и му е завещал имение във Франция заедно с няколко декара лозя. Първото нещо, което му хрумва, е да го продаде, без да се замисля, че там е прекарал детството си. Макс заминава за Франция. Налага му се обаче да остане във френския Прованс повече от очакваното, и неусетно започва да се привързва все повече към имението. Запознанството му с местната сервитьорка Фани (Марион Котияр) предопределя решението му, защото Макс се влюбва в момичето.

## Саундтрак
- Moi... Lolita – Ализе
- How Can I Be Sure Of You – Хари Нилсън
- Ilfaut Du Temps Au Temps – Макали
- Je Chante – Шарл Трене
- Breezin' Along With The Breeze – Джозефин Бейкър
- Jump Into The Fire – Хари Нилсън
- The Wedding Samba – Едмундо Рос и оркестърът му
- Never Ending Song Of Love – Дилейни и Бони
- Old Cape Cod – Пати Пейдж
- J’attendrai – Жан Саблон
- Gotta Get Up (демо версия) – Хари Нилсън
- Le Chant Du Gardian – Тино Роси
- Itsy Bitsy Petit Bikini – Ричард Антъни